# Mike (romanzo)

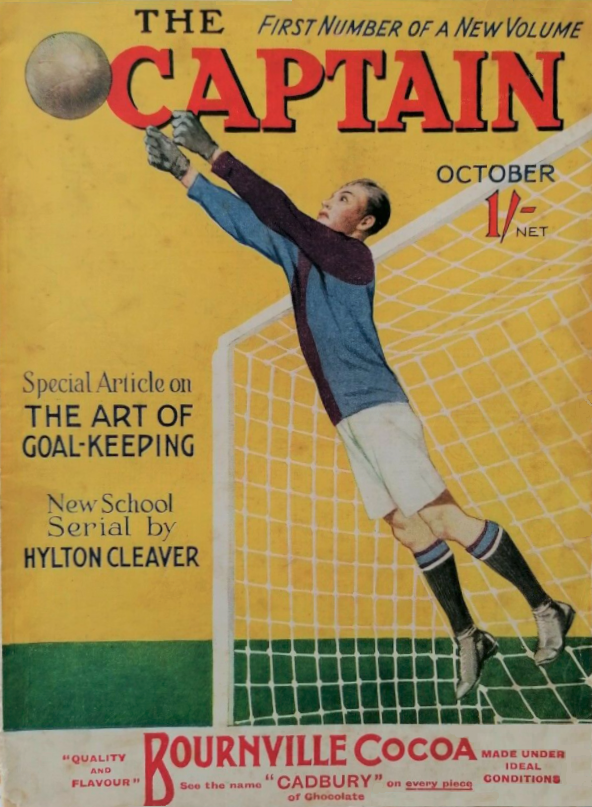
Copertina di The Captain dell'ottobre 1922

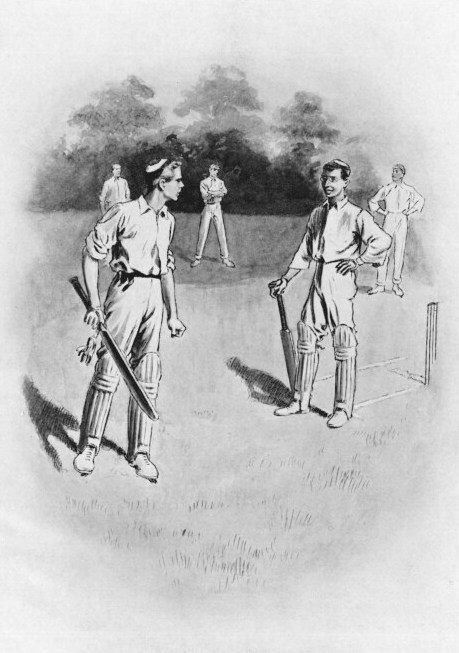
Mike e Firby-Smith; illustrazione di T.M.R. Whitwell al Cap. XV di Mike, ed. A. & C. Black del 1909

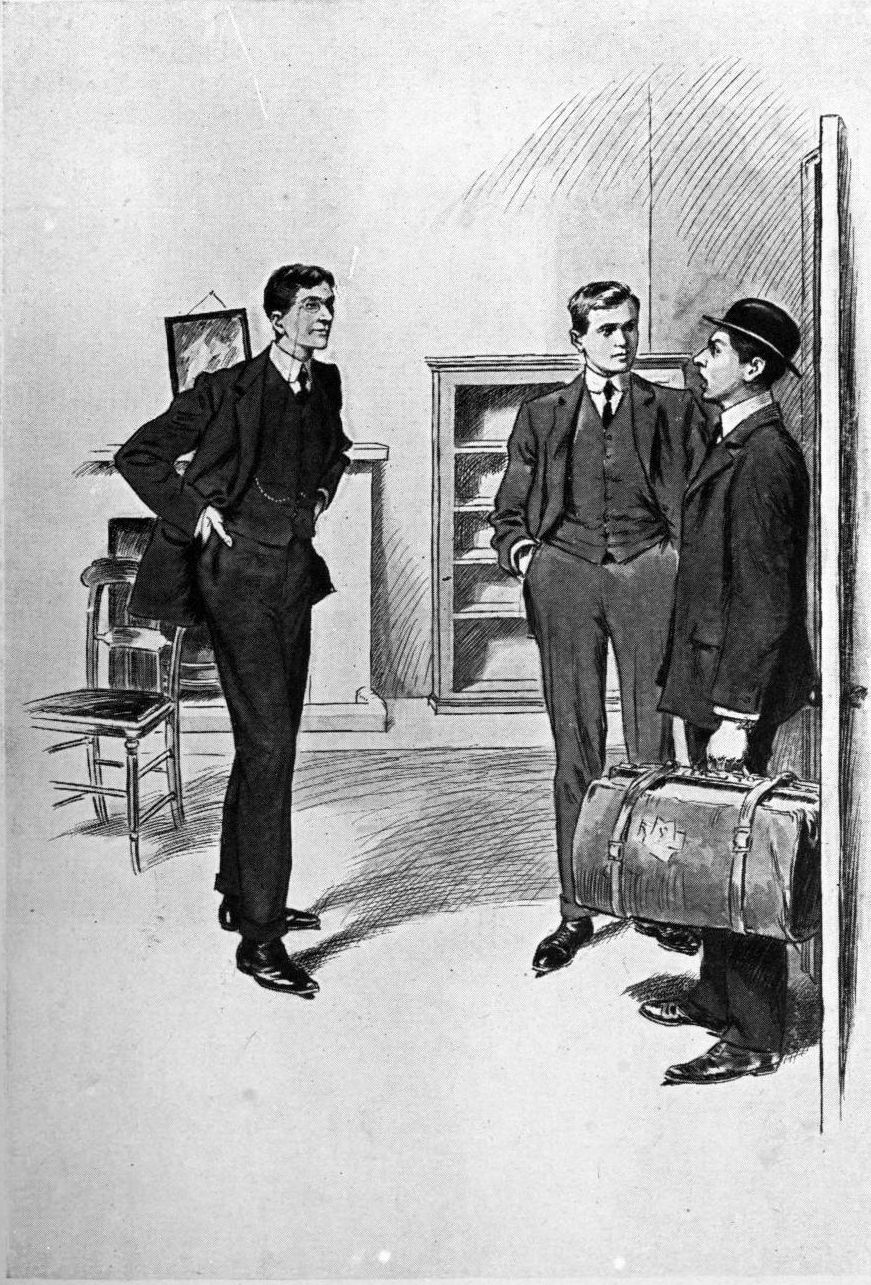
(da sinistra a destra) Psmith, Mike e Spiller; illustrazione di T.M.R. Whitwell al Cap. XXXIII di Mike, ed. A. & C. Black del 1909

Mike (Mike) è un romanzo di ambiente scolastico dello scrittore britannico P. G. Wodehouse, pubblicato in volume nel 1909.
Wodehouse giudicava Mike il migliore dei suoi romanzi. Le vicende esposte nel volume provenivano da due serie differenti pubblicate in precedenza a puntate in un mensile per ragazzi fra l'aprile 1907 e il settembre 1908. Nel 1953 il testo fu "modernizzato" e pubblicato in due differenti volumi. Mike è stato tradotto due volte in lingua italiana; la prima traduzione, ad opera di Mario Benzi, apparve nel 1932.

## Storia editoriale
Mike è una school story di P. G. Wodehouse, pubblicata per la prima volta il 15 settembre 1909 dalla casa editrice Adam & Charles Black di Londra. Il contenuto del volume era apparso in precedenza a puntate, in due serie separate, sul mensile inglese per ragazzi The Captain con le illustrazioni di T. M. R. Whitwell. La prima serie, intitolata "Jackson Junior", fu pubblicata dall'aprile al settembre 1907 e riguardava le vicende di Mike, un adolescente ottimo giocatore di cricket, nella public school inglese immaginaria di Wrykyn. La seconda serie, intitolata "The Lost Lambs", fu pubblicata l'anno seguente, dall'aprile al settembre 1908, e riguardava le vicende di Mike (ora diciottenne) e del suo amico Psmith nella grammar school immaginaria di Sedleigh. Il volume del 1909 costituiva un romanzo unitario, e il materiale pubblicato su The Captain nei due anni precedenti era stato adattato e diviso in 59 capitoli: i primi 29 capitoli riproducevano il contenuto della prima serie ("Jackson Junior"); i capitoli 30-59 riproducevano il contenuto della serie "The Lost Lambs". Dopo il successo dei romanzi aventi per protagonista Psmith, la seconda parte di Mike, ossia l'ex serie  "The Lost Lambs"  di The Captain, fu pubblicata nel 1935 dalla Macmillan in volume a sé col titolo Enter Psmith. Poiché il volume del 1909 era giudicato troppo lungo, nel 1953 Mike fu pubblicato dalla casa editrice Jenkins in due volumi separati del costo di sei scellini ciascuno e il testo fu "modernizzato". Pertanto, la prima parte di Mike, ossia l'ex serie "Jackson Junior" di The Captain, fu pubblicata in un volume a sé con il titolo Mike at Wrykyn; la seconda parte fu pubblicata nel volume intitolato Mike and Psmith. Quanto alla "modernizzazione" del testo, fu aggiornato il lessico (per esempio, i fiammiferi detti "bunking" nel 1909 divennero "cutting" nel 1953; tre monete d'oro schietto e sonante definite "Three jingling, clinking sovereigns" nel 1909 furono dette "crisp, crackling quids" nel 1953), modificato il nome di alcuni personaggi secondari (per esempio, il cognome dei giocatori di cricket Fry, Hayward e Knox nel 1909 divenne Sheppard, May e Trueman), aggiornate alcune abitudini (il diabolo, un gioco del 1909, fu sostituito dallo yo-yo) nel 1953, ecc.. Lo stesso Wodehouse giudicò tuttavia un errore la modernizzazione. In Italia Mike ha avuto due traduzioni, a distanza di trent'anni l'una all'altra, ma effettuate entrambe sul testo del volume del 1909.

## Trama
Mike Jackson appartiene a una famiglia numerosa dello Shropshire. I quattro fratelli maggiori sono tutti ottimi giocatori di cricket: Joe, il maggiore, gioca nella nazionale inglese; Reggie e Frank giocano in prima categoria; Bob, il quarto, è nella rosa ("First XI") della squadra della scuola di Wrykyn. Le quattro sorelle minori (Marjory, Phyllis, Ella e Gladys Maud Evangeline) sono anch'esse appassionate di cricket. Anche il padre (Mr Jackson), un signore con interessi commerciali in Argentina, ama il cricket e ha assunto un allenatore professionista (Saunders), per addestrare i figli durante le vacanze. Mike è giudicato da Saunders il miglior battitore di tutti, "un genio del cricket".
All'età di 15 anni Mike viene mandato in collegio alla prestigiosa public school di Wrykyn, un istituto privato frequentato a suo tempo da suo padre e dai suoi fratelli. Mike si inserisce senza grandi difficoltà nell'ambiente di Wrykyn, aiutato anche dalla presenza nel collegio di suo fratello Bob che è all'ultimo anno di permanenze ed è un "prefetto", cioè uno studente con alcuni poteri nei confronti degli altri studenti, ad esempio il potere di somministrare punizioni corporali. A Wrykyn Mike pratica il cricket e, grazie a una serie di circostanze favorevoli, riesce a entrare, come Bob, fra i "First XI" dell'istituto dando prova della sua abilità in quello sport. A metà del  secondo Mike anno sta per diventare Capitano della squadra di Wrykyn; ma il suo rendimento scolastico è stato talmente scadente che suo padre, ricevuto il rapporto scolastico del figlio durante le vacanze di Pasqua, lo leva da Wrykyn per mandarlo a Sedleigh, un istituto scolastico meno prestigioso, ma dove si tiene in maggior considerazione lo studio.
Mike è scontento del trasferimento. A Sedleigh, tuttavia, fa amicizia con un altro nuovo arrivato, proveniente anch'egli da una prestigiosa scuola (Eton) e, come Mike, sprezzante della sua nuova scuola: Psmith. Psmith ha atteggiamenti da dandy, porta il monocolo, ha un eloqui lento e ricercato, fa professione di socialismo e si rivolge agli altri con l'appellativo di "compagno". I due "agnelli smarriti" condividono il dormitorio e decidono di ostacolare qualsiasi iniziativa della nuova scuola. Rifiutano, per esempio, i tentativi di Mr Downing (un insegnante) e di Adair (Capitano della squadra di Sedleigh) di giocare a cricket. Appassionato del gioco, tuttavia, Mike gioca a cricket di nascosto nella squadra del vicino villaggio. Lentamente, tuttavia, Mike cambia opinione su Sedleigh e per alcuni compagni di scuola come Adair. Mike giocherà nuovamente a cricket con Sedleigh. Mike organizza con Adair un incontro fra Sedleigh e Wrykyn e Sedleigh vince.

## Critica
Tutti i primi lavori di Wodehouse appartenevano al genere letterario detto "school story". Nell'ambito della letteratura per ragazzi, le "school story" sono caratterizzate da trame incentrate sulla vita scolastica nelle scuole secondarie inglesi, soprattutto nei collegi per adolescenti inglesi (boarding school). Temi ricorrenti delle "school story" sono la descrizione della struttura sociale della comunità, i rapporti vicendevoli fra gli allievi e i fra gli allievi e gli insegnanti, i gruppi sociali all'interno del collegio, il sentimento di appartenenza, il rispetto delle regole, il senso dell'onore, il coraggio, l'amicizia, la lealtà, le attività all'interno del collegio, in particolare la pratica dello sport e gli eventi sportivi, le eventuali rivalità. Wodehouse evita gli aspetti romanzeschi o lacrimevoli presenti nelle "school story" di altri autori, che peraltro ebbero grande popolarità in Inghilterra soprattutto nella seconda metà del XIX secolo. Nelle narrazioni di Wodehouse gli adulti sono presenti solo sullo sfondo, l'interesse principale dei ragazzi è l'appartenenza alla propria scuola. Le loro conversazioni riguardano principalmente i giochi, le prese in giro, le liti e il comportamento dei compagni di scuola. Sebbene non sia presente il bullismo, non siano molto frequenti le punizioni corporali, sono relativamente frequenti gli episodi di nonnismo e i litigi anche violenti fra i ragazzi. Cronologicamente, Mike è fra le ultime "school story" di Woodehouse. Il personaggio di Mike apparirà in tutti i romanzi della serie Psmith, ma non avrà più un ruolo da protagonista. Wodehouse giudicava Mike il miglior romanzo che avesse mai scritto, e tale giudizio era condiviso da Orwell.

### Edizioni

#### In lingua inglese
- (EN) Mike: A Public School Story, illustrazioni di T. M. R. Whitwell, 1ª ed., London, A & C Black, 1909.
- (EN) Enter Psmith, London, Macmillan, 1935.
- (EN) Mike at Wrykyn, London, Jenkins, 1953.
- (EN) Mike and Psmith, London, Jenkins, 1953.

#### Traduzioni in italiano
- Mike: storia di un collegio [Mike: A Public School Story], traduzione di Mario Benzi, Milano, Bietti, 1932  [1909].
- Mike [Mike: A Public School Story], traduzione di Giulia Castelli, Milano, Mursia, 1992  [1909].

### Fonti critiche
- Guido Almansi, Introduzione, in Le gesta di Psmith, Parma, Guanda, 1990, ISBN 88-7746-451-8.
- Eileen McIlvaine, Louise S. Sherby e James H. Heineman, P. G. Wodehouse: A Comprehensive Bibliography and Checklist, New York, James H. Heineman Inc., 1990, ISBN 978-0-87008-125-5.
- (EN) Malcolm Muggeridge, Chronicles of Wasted Time, Vancouver, Regent College Publishing, 2006, ISBN 1-57383-376-2.
- (EN) Richard Usborne, The Penguin Wodehouse companion, Harmondsworth ecc., Penguin books, 1988, ISBN 0140111654.
- (EN) Richard Usborne, Plum Sauce: A P. G. Wodehouse Companion, New York, The Overlook Press, 2003, ISBN 1-58567-441-9.
- (EN) Gabriella Valentino, Italian Translations of the Works of P.G.Wodehouse: an Epistemic Approach. Doctoral thesis, Swansea, Swansea University, 2017.
- P. G. Wodehouse, P.G. Wodehouse: A Life in Letters, a cura di Sophie Ratcliffe, London, Arrow, 2013, ISBN 978-0-09-951479-4.